# San Carlos (huyện)
Huyện San Carlos là một huyện (distrito) thuộc tỉnh Panamá ở Panama. Theo điều tra dân số năm 2000, huyện này có dân số 15541 người. Huyện San Carlos có diện tích 337  km². Huyện lỵ đóng tại San Carlos.